# Pseudosedum lievenii
Pseudosedum lievenii là một loài thực vật có hoa trong họ Crassulaceae. Loài này được (Ledeb.) A.Berger miêu tả khoa học đầu tiên năm 1930.